# Kirazlıyurt, Tufanbeyli
Kirazlıyurt là một xã thuộc huyện Tufanbeyli, tỉnh Adana, Thổ Nhĩ Kỳ. Dân số thời điểm năm 2009 là 710 người.